# 東勇作
東 勇作（あずま ゆうさく、1910年（明治43年）4月18日 - 1971年（昭和46年）8月4日）は、日本のバレエダンサー、振付家である。

## 生涯
宮城県仙台市で生まれた。1922年、12歳の時にアンナ・パヴロワの来日公演を横浜で鑑賞して感銘を受けた。旧制仙台二中（現在の宮城県仙台第二高等学校）を卒業後に上京し、1930年に当時鎌倉の七里ガ浜でバレエスクールを開いていたエリアナ・パヴロワの内弟子となってバレエの道に進むことになった。
後にパヴロワの元を離れ、蘆原英了が創設した「日本チェケッティ協会」に加入してバレエの研究に取り組んだ。一方で日劇を本拠地にして1934年に高田せい子の門下だった益田隆、浅草の「カジノ・フォーリー」で活躍していた梅園竜子とともに「益田トリオ」を結成して活動し、1936年に来日したオリガ・サファイアのパートナーも務め、サファイアからソビエトバレエについての知識を得た。1941年に「東勇作バレエ団」を結成し、第1回公演では『牧神の午後』『レ・シルフィード』を上演した。同年の第2回公演では『ジゼルの幻想』を資料だけを頼りに上演し、自らがアルブレヒト役を務めた。この公演では、アドルフ・アダンの原曲の楽譜が手に入らないため、フレデリック・ショパンの曲を使用して2幕のみを上演している。東の教えを受けた者の中には、松山樹子、松尾明美、薄井憲二など後に日本バレエ界で名を成した人物が含まれている。
戦後は東京バレエ団の結成に参加し、同バレエ団の第1回公演『白鳥の湖』でジークフリート王子を踊った。一時期バレエ界の表舞台から身を引いていたが、1954年に復帰して幾つかの作品を振付け、後に松山バレエ団の教師となって後進の指導も手がけた。
1971年、勲四等瑞宝章受章。

## 主な振付作品
- 『桜咲く国』（1954年）
- 『はなかげ』（1954年）